# Milo Butler
Milo Butler (ur. 11 sierpnia 1906, zm. 22 stycznia 1979 w Nassau) – bahamski polityk, w latach 1973–1979 gubernator generalny Bahamów. Wcześniej m.in. członek parlamentu i lider Postępowej Partii Liberalnej.